# キエントゥイ県
キエントゥイ県（キエントゥイけん、ベトナム語：Huyện Kiến Thụy / 縣建瑞）は、ベトナム社会主義共和国のハイフォン市に存在する県。面積は102.56 km²、人口は140,135人（2018年）である。

## 行政
キエントゥイ県は1市鎮17社を管轄している。
- ヌイドイ市鎮（Núi Đối / 𡶀堆）
- ドンフオン社（Đông Phương / 東芳）
- ダイドン社（Đại Đồng / 大同）
- ヒューバン社（Hữu Bằng / 有朋）
- トゥアンティエン社（Thuận Thiên / 順天）
- ズーレー社（Du Lễ / 游澧）
- グーフック社（Ngũ Phúc / 五福）
- キエンクオック社（Kiến Quốc / 建国）
- トゥイフオン社（Thụy Hương / 瑞香）
- タインソン社（Thanh Sơn / 清山）
- ダイハ社（Đại Hà / 大河）
- グードアン社（Ngũ Đoan / 五端）
- タンチャオ社（Tân Trào / 新朝）
- ドアンサー社（Đoàn Xá / 端舍）
- ダイホップ社（Đại Hợp / 大合）
- トゥーソン社（Tú Sơn / 秀山）
- タンフォン社（Tân Phong / 新豊）
- ミンタン社（Minh Tân / 明新）